# Xã Jordan, Quận Lycoming, Pennsylvania
Xã Jordan (tiếng Anh: Jordan Township) là một xã của Quận Lycoming, bang Pennsylvania, Hoa Kỳ. Theo điều tra dân số Mĩ năm 2000 thì tổng số dân của xã là 878. Xã là một phần của vùng thống kê đô thị Williamsport, Pennsylvania.

## Lịch sử
Xã Jordan được hình thành từ phần phía đông của xã Franklin vào ngày 7 tháng 2 năm 1854. Xã được đặt theo tên Alexander Jordan, chủ tịch thẩm phán của tòa án quận lúc xã mới được hình thành. William Lore, người định cư đầu tiên của xã này vào năm 1812 đã khai hoang một thửa đất và xây dựng nhà cửa, những người khác cùng theo ông và đã tạo nên xã Jordan bây giờ. Ngành công nghiệp gỗ đóng vai trò rất quan trọng đối với xã trong 70 năm đầu tiên hình thành. Những khu rừng nguyên sinh lâu năm trên các ngọn đồi và thung lũng đã được đốn hết vào cuối thế kỉ 19. Ngày nay các khu rừng ấy phần lớn trở thành rừng thứ sinh.

## Địa lý
Xã Jordan giáp với quận Sullivan ở phía đông bắc, quận Columbia ở phía đông nam và xã Franklin ở phía tây. Xã nằm ở phần cực đông phía nam của quận Lycoming.